# Elfern
Elfern, früher auch Eilfern oder Figurenspiel, in Österreich Elfmandeln, ist ein traditionelles Kartenspiel für zwei Personen, das mit dem Skatblatt gespielt wird. Gewonnen wird in diesem Spiel mit einer Figurenmehrheit in den Stichen. Figuren sind Asse, Könige, Damen, Buben und Zehnen. Im Blatt sind also 20 Figuren enthalten. Der Gewinner benötigt also elf Figuren. 
Jeder Spieler erhält zunächst sechs Karten. Zuerst spielt der Partner des Gebers aus. Die ausgespielte Farbe muss erst bedient werden, wenn die Talon-Karten aufgebraucht sind. Diese werden nach jedem Stich von beiden Spielpartnern gezogen.
Wenn nicht bedient wird, erhält der Gegner den Stich. Zum Ende werden die Figuren ausgezählt, bei 10 zu 10 endet das Spiel unentschieden.
Mitte des 19. Jahrhunderts wurde es im gesamten deutschen Sprachraum gespielt, gehörte allerdings nicht zu den am weitesten verbreiteten Spielen.